# ロストリバーデルタ
ロストリバーデルタ (Lost River Delta) とは、東京ディズニーシー (TDS) にあるテーマポートの一つである。

## 概要
1880年代前半、ハリケーンの襲来によってジャングルに覆われていたこの地域が姿を現した。そこを人々は失われた河、エル・リオ・ペルディードと呼び、冒険家たちのキャンプが集まり小さな村が形成された。1930年代の中央アメリカには考古学者や一攫千金を狙う男たちが集まる。
1930年代の古代文明遺跡発掘現場をモチーフにした、中央アメリカ、及びカリブ海沿岸の熱帯雨林地域をテーマとし、舞台としている。TDSの中では、緑が最も多いテーマポートである。

## 施設

### アトラクション
- インディ・ジョーンズ・アドベンチャー：クリスタルスカルの魔宮
- レイジングスピリッツ
- ディズニーシー・トランジットスチーマーライン

### エンターテイメント
- ミスティックリズム（2001年9月4日〜2015年4月5日）
- アウト・オブ・シャドウランド（2016年7月9日〜2019年3月31日）
- ソング・オブ・ミラージュ（2019年7月23日〜）

### グリーティング
- “サルードス・アミーゴス!”グリーティングドック
- ミッキー&フレンズ・グリーティングトレイル

### ショップ
- エクスペディション・フォトアーカイヴ
- ルックアウト・トレーダー
- ペドラーズ・アウトポスト
- ロストリバーアウトフィッター

### レストラン
- エクスペディション・イート
- トロピック・アルズ
  - 傍の木にはよくおしゃべりなトロピック・アル（Tropic Al）と名付けられたトゥーカン（オオハシ科の鳥）がおり、ある時期を境に姿を見せなくなったトロピック・アルを偲んでワゴンに名前が残された。
- ミゲルズ・エルドラド・キャンティーナ
  - 金塊探しを諦めた探検家の開いた店とされている。
- ユカタン・ベースキャンプ・グリル
- ロストリバークックハウス

### サービス施設
レストルーム
- 「インディ・ジョーンズ・アドベンチャー:クリスタルスカルの魔宮」出口横
- 「ミゲルズ・エルドラド・キャンティーナ」横（ハンガーステージ側）

公衆電話
- 「インディ・ジョーンズ・アドベンチャー:クリスタルスカルの魔宮」出口横
- 「ミゲルズ・エルドラド・キャンティーナ」横（ハンガーステージ側）

メールボックス
- 「ロストリバーアウトフィッター」横

エレベーター
- 「ミゲルズ・エルドラド・キャンティーナ」内

### その他
- ハンガーステージ
  - ピラニア航空がかつて水上飛行機の格納庫として使用していた建物[2]。

## Trivia
複葉機
ロストリバーデルタを通っている水路には、複葉機が止まっている。これは「魔宮で発掘中のインディ・ジョーンズ博士が乗ってきた」という設定による。前述のピラニア航空のマークが入っている。
また、その複葉機には"C-3PO"と書かれているが、C-3POとは、ジョージ・ルーカスの代表作である映画『スター・ウォーズ』シリーズに登場する人型ドロイドの名前である。なお、映画『レイダース/失われたアーク《聖櫃》』冒頭でインディ・ジョーンズが乗っていた複葉機には"OB-CPO"と書かれているが、こちらもC-3PO及び同じく『スター・ウォーズ』のキャラクターであるオビ＝ワン・ケノービのもじりになっている。『インディ・ジョーンズ シリーズ』と『スター・ウォーズ・シリーズ』は共にジョージ・ルーカス原作であり、撮影にも参加している。
橋
ロストリバーデルタを分断する河には三つの橋が掛かっており、ポートディスカバリー側から順に次のように名付けられている。いずれもスペイン語。
- Puente Del Rio Perdido（プエンテ・デル・リオ・ペルディード） - 失われた河の橋
- Puente Al Templo（プエンテ・アル・テンプロ） - 神殿への橋
  - 木造の橋

- Puente Buena Vista（プエンテ・ブエナ・ヴィスタ） - 素晴らしい眺めの橋
  - 発掘現場が近いため、出土品を運ぶため広く造られている。

- アメリカンウォーターフロントにある荷箱には、送り元がロストリバーデルタになっているものがいくつかある。
- レイジングスピリッツ付近に積まれている木箱の中にはアメリカンウォーターフロントのハイタワー三世宛のものがある。
- エリア内の一部ではBGMの代わりにラジオが流れており、若さの泉の情報やインディ・ジョーンズの動向などが流れている[2]。
- 「ミゲルズ・エルドラド・キャンティーナ」前は市場という設定なっており、魚をさばく音や、板を切る音などそれぞれの場所に合わせた音が聞こえてくるようになっている[2]。